# Echeveria rauschii
Echeveria rauschii är en fetbladsväxtart som beskrevs av Van Keppel. Echeveria rauschii ingår i släktet Echeveria och familjen fetbladsväxter. Inga underarter finns listade i Catalogue of Life.